# 马克·里拉
马克·里拉（Mark Lilla，1956年—），美国政治学家、思想史学家、政治评论家，现任哥伦比亚大学人文科教授，任职于历史学系。
作为纽约书评和纽约时报的撰稿人之一，里拉最广为人知的著作是《当知识分子遇到政治》、《夭折的上帝：宗教、政治和现代西方》以及《搁浅的心灵：论政治反动》。他曾在纽约大学政治学系和芝加哥大学社会思想委员会任教；2007年转任哥伦比亚大学人文科教授。他致力于政治哲学和政治思想史研究，时常现身于讲座、报告之中。他曾受邀于以色列的Weizmann Memorial Lecture、牛津大学的Carlyle Lectures以及耶鲁大学的麦克米兰宗教、政治及社会学系列讲座中授课。

## 生平
马克·里拉1956年出生于美国密歇根州底特律。1978年从密歇根大学毕业获得经济学和政治学学士学位，后进入哈佛大学的约翰·F·肯尼迪政府学院。1980年毕业，获得公共政策的硕士学位。此后他成为The Public Interest政论杂志的一名编辑。直到1984年，他重返哈佛政府学系，与社会学家丹尼尔·贝尔共事，在著名政治学家朱迪思·史克拉和哈维·曼斯菲尔德的指导下研读政治哲学，1990年完成博士论文。因博士论文对维科的研究获得美国政治学协会颁发的“列奥·施特劳斯奖”。此后，马克·里拉在纽约大学政治学系执教9年。1994年他的女儿玛丽·苏菲·里拉出生。1999年，马克·里拉获得芝加哥大学教职，担任芝加哥大学社会思想委员会的教授。2007年加入哥伦比亚大学。

## 主要思想
里拉著作中反复出现的主题是近代启蒙运动富有争议的后世影响，尤其是在政治和宗教方面。他的第一部著作《维科：反现代的诞生》考究的是一位欧洲反启蒙运动中的早期人物。这部著作与以赛亚·伯林的著作有诸多共通之处。（里拉后于2001年与罗纳德·德沃金和罗伯特·西尔维斯共同完成了《以赛亚·伯林的遗产》的编撰工作。）在九十年代，里拉撰写了诸多关于20世纪欧洲哲学的文章，与托马斯·帕维尔共同编订了普林斯顿大学出版社的《新法国思想》丛书。在此期间他也完成了《当知识分子遇到政治》，反思了20世纪欧陆哲学中“亲暴政” (philo-tyrannical)的倾向。2003年里拉将他在牛津大学所做的Carlyle系列讲座结集，出版了《夭折的上帝》，被纽约时报书评评为当年百佳书籍(100 best books of the year)，亦被《出版者周刊》列入其当年150佳书籍名录。2015年，里拉在纽约书评中刊载了一系列文章，分析了法国各界对查理周刊事件的反应，获得了”美国海外出版业俱乐部“(Overseas Press Club of America)所颁发的最佳国际新闻评论奖(Best Commentary on International News)。其中一篇文章也成为了他的新作《搁浅的心灵》的一部分；该书研究了从美国到中东历史进程中“怀旧情怀”（nostalgia）对现代政治的影响。

## 汉译著作
- 《当知识分子遇到政治》，中信出版社（2014），邓晓菁，王笑红译。
- 《夭折的上帝 : 宗教、政治与现代西方》，新星出版社（2010），萧易译。
- 《维柯: 反现代的创生》，新星出版社（2008），张小勇译。
- 《以赛亚·伯林的遗产》（与罗纳德·德沃金，罗伯特·西尔维斯编著），新星出版社（2006），刘擎，殷莹译。
- 《搁浅的心灵》，商务印书馆（2019），唐颖祺译。

## 个人著作
- Lilla, Mark. . Haper Collins. 2017. ISBN 978-0062697431.
- Lilla, Mark. . New York Review Books. 2016. ISBN 9781590179024.
- Lilla, Mark. . Knopf. 2007. ISBN 1-4000-4367-0.
- Lilla, Mark. . New York Review Books. 2001. ISBN 1-59017-071-7.
- Lilla, Mark. . New York Review Books. 2001. ISBN 1-59017-009-1.
- Lilla, Mark. . Princeton University Press. 1994. ISBN 0-691-00105-7.
- Lilla, Mark. . Harvard University Press. 1994. ISBN 0-674-33963-0.
- Lilla, Mark. . Free Press. 1987. ISBN 0-02-911811-5.